# Mario Cobo
Mario Cobo es uno de los músicos de referencia en el rock and roll de España. Guitarrista y líder de The Nu Niles ha colaborado con músicos como Kim Lenz, Janis Martin, Loquillo o Billy Lee Riley.

## Historia
Mario Cobo es un rara avis. Una especie en vías de extinción. Porque lejos de buscar que el éxito le llegara caído del cielo, ha conseguido labrarse una carrera musical aparentemente inalcanzable para un músico nacido en Barcelona. Picando piedra. Ensayo tras ensayo. Concierto tras concierto. Con una actitud impecable desde su primera aparición en vivo, en 1994, hasta la última de ellas, probablemente ayer mismo. Porque Cobo no ha parado de tocar en todos estos años. Ya sea con Nu-Niles, su banda de siempre, con la que editó hasta 6 LP y varios 7”. La banda que le llevó a girar por toda Europa y Estados Unidos hasta su disolución, este mismo año, con un espléndido álbum de título homónimo. Un bagaje que da forma a su reputación como guitarrista y compositor dentro de la escena internacional de roots music. Con canciones editadas en Alemania, Japón, España, Suecia, Holanda y los Estados Unidos. Eso ha hecho de Cobo un músico de reconocido prestigio, aspecto en el que tienen mucho que ver otros proyectos como The Lazy Jumpers, que entre 2003 y 2008 grabaron tres discos con su nombre, y dos más como banda de Little Rachel y Mitch Woods. O convertirse en uno de los Jaguars de Kim Lenz entre 2010 y 2012. O sus actuaciones como miembro de los grupos de Sonny Burgess y Dj Fontana (batería de Elvis), Billy Lee Riley, Janis Martin, Joe Clay, Glen Glenn o Dale Hawkins. 
Pero ahora todo eso ya es historia, como los Nu-Niles. Una bonita historia que resurgió este año 2015 para editar junto a Loquillo “Código Rocker” (DRO / Warner), producido por Mario junto a Josu García, colocarse en el número 1 de ventas en Españay hacer una gira trepidante a la vez que exclusiva de 12 fechas en un mes por todo el estado. Cobo sigue adelante con los Mambo Jambo, un torbellino de rhythm & blues instrumental formado con el maestro del saxofón Dani Nel.lo (Rebeldes, Nel.lo y La Banda del Zoco), su compañero en innumerables proyectos Ivan Kovacevic (Nu Niles) y el mago de las baquetas Anton Jarl. Con ellos y tres LP más varios singles conquistan el corazón del público y también de la crítica, que no deja de repartir alabanzas hacia la banda.
Otro de sus proyectos es la banda de Western Swing los Locos del Oeste y su Loco Country Jazz donde se reparte entre la guitarra, voz y steel guitar con los que ocupa el poco tiempo libre que le queda cuando no está de gira con Mambo Jambo o trabajando en producciones varias. Tras abandonar los Mambo Jambo, Cobo se concentra en su tarea de productor, se traslada a Almería, y entra a formar definitivamente parte de la banda de Loquillo. Su primer encuentro se produce cuando en 2015 Nu Niles y el de El Clot graban juntos el citado Código Rocker. Tras eso, Cobo se encargará de coproducir junto a Josu García y tocar la guitarra en Viento del Este (2016) y en el directo Salud y Rock and Roll (2017). Ese mismo año, y tras algún adelanto en forma de EP, Cobo publica su primer disco en solitario, el instrumental Burnin' Daylight. 
En 2018, Mario Cobo regresa a la música cantada con el EP Almería Gone Guy (Sleazy records) mientras sigue produciendo discos de bandas como Red Rombo o Guillermo Alvah, y ejerciendo de guitarrista en la banda de Loquillo, con el que gira por todo el país. En 2019, y tras haberlo hecho en varias ocasiones por Estados Unidos, vuelve a girar como miembro de la banda de Kim Lenz.

## Discografía (LP)
Mario Cobo & His Guitar Posse
- 2017 Burnin Daylight LP & CD (Sleazy Records)
- 2023 Chet LP & CD (Sleazy Records)

Loquillo
- 2017 Salud Y Rock And Roll. Las Ventas LP & CD (Warner)
- 2016 Viento del este LP & CD (Warner)

Loquillo & Nu Niles
- 2015 Código Rocker LP & CD (Warner)

Los Mambo Jambo
- 2013 Impacto Inminente LP & CD (Buenritmo)
- 2012 Los Mambo Jambo LP & CD (Buenritmo)
- 2011 Sonido Jambophonico EP 7 (Buenritmo)

The Nu Niles
- 2012 Nu Niles LP & CD (Buenritmo)
- 2010 Sin Rendición  CD (Buenritmo)
- 2007 You didn’t come to my funeral (El Toro Records) CD & LP
- 2005 Destination Now CD (Revel Yell Music) LP (El Toro Records)
- 2003 Get Set… Go! CD (Alpina Records)
- 2000 Good Luck, Good Friends & Good Rockin’ CD (Part Records)
- 1999 Good Luck, Good Friends & Good Rockin’ 10LP (Part Records)

The Lazy Jumpers
- 2007 Comin’ On Like Gangbusters CD (El Toro Records)
- 2005 Bad Luck – Turn my Back On You (El Toro Records)
- 2003 Somebody Tell that Woman CD (El Toro Records)

Little Rachel & The Lazy Jumpers
- 2007 There’s a new Miss Rhythm in Town CD (El Toro Records)

Mitch Woods & The Lazy Jumpers
- 2008 Jukebox Drive CD (El Toro Records)

The Bop Pills
- 2002 Gun Crazy CD (Hayride Records)
- 2001 Devil Girl From mars CD (Hayride Records)